# Le Puy-Sainte-Réparade
Le Puy-Sainte-Réparade é uma comuna francesa na região administrativa da Provença-Alpes-Costa Azul, no departamento de Bouches-du-Rhône. Estende-se por uma área de 46,29 km², com  (Puechens) 5112 habitantes, segundo os censos de 2006, com uma densidade de 110 hab/km².